# Xe tăng Sabre
Sabre là tên một loại phương tiện bọc thép do thám được lắp ráp dựa trên khung tăng Scorpion. Nó được trang bị thêm một pháo 30 mm-lấy từ xe bọc thép do thám Fox và một súng máy phụ 7.62 mm.
Chiếc Sabre này chính là mẫu được thiết kế lại từ FV107 Scimitar, nhưng phần tháp pháo thấp hơn. Nó chính thức hoạt động vào năm 1995. Tháp pháo của nó được lấy lại và sửa chữa từ xe bọc thép Fox, trang bị thêm nòng phóng khói mù và súng máy phụ 7.62 mm-dùng để phòng vệ trước bộ binh. Trong Sabre, luôn có một lính ngồi ngay cạnh súng máy chuyên có nhiệm vụ thay đạn khiến cho việc này diễn ra hết sức nhanh chóng. Khi thay đạn, lính thay chỉ việc lắp băng mới vào rồi đóng nắp lại.
Ban đầu, quân đội Anh định sử dụng một loại khung tăng nhưng về sau họ quyết định sử dụng khung Scorpion. Tuy nhiên, sự phối hợp giữa tháp pháo-vũ khí của Fox với khung tăng Scorpion đã không cho ra kết quả như mong đợi.Sabre chính thức dừng hoạt động vào năm 2004.

## Thông số kĩ thuật
- Kích thước chung:
  - Trọng lượng:8.1 tấn
  - Chiều cao:2.2 m
  - Chiều dài:4.8 m
  - Chiều rộng:2.2 m
- Vũ khí:
  - Pháo 30 mm(mang được 160 viên)-sử dụng đạn xuyên giáp và công phá.
  - Súng máy phụ 7.62 mm(3000 viên).